# Arnhem Session
Arnhem Session è un EP del gruppo musicale italiano Fleurs du Mal, pubblicato dalla Toast Records di Torino.

## Descrizione
La registrazione effettuata live in diretta da Eppy Hotz al Rocket Dog Studio ad Arnhem in Olanda il 3 gennaio 1997 durante un Tour dei Fleurs du Mal in Olanda consisteva in 8 brani. La Toast Records ha scelto e pubblicato 4 brani su MiniCD nel 1997.
Contiene 4 brani originali, due in italiano e due in inglese.

## Tracce
Testi e musiche di Fleurdumal.
1. Fuckin' Guitar Queen – 2:58
2. Musica Fuorilegge – 4:10
3. Fever – 2:45
4. Magia – 7:09

## Formazione
- Stefano Iguana - voce, chitarra
- Roberto Cruciani - basso
- Graziella Olivieri - sax tenore, cori su Magia
- Alessandro Mazzarini - batteria